# Michael Minkler
Michael Minkler (* 14. Mai 1952 in Los Angeles, Kalifornien, USA) ist ein US-amerikanischer Tontechniker.

## Biografie
Michael Minkler entstammt einer Familie, die schon seit den Anfängen der Tonfilmära als Tontechniker beim Film gearbeitet hat. So arbeitete sein Großvater Darrell Minkler am Vitaphone-Projekt von Warner Bros. und gründete Radio Recorders, eine Gesellschaft, die Songs von Frank Sinatra, Bing Crosby und Tommy Dorset aufnahm. Vater Don Minkler begann in den späten 1940er Jahren seine Karriere beim Film und gründete den Producers Sound Service 1964. Bob Minkler, Michaels Onkel, gewann 1978 einen Oscar. Mit Bob und einem weiteren Onkel, Lee, sorgte Michael Minkler 1983 für ein Novum in der Geschichte des Oscars. Zum ersten und bisher einzigen Mal waren drei Mitglieder einer Familie für einen Oscar nominiert. Auch Michaels Sohn Christian arbeitet als Tontechniker beim Film; im Jahr 2020 waren Vater und Sohn für ihre Arbeit an Once Upon a Time in Hollywood erstmals gemeinsam für einen Oscar nominiert.
Nach einer vierjährigen Tätigkeit bei Warner Bros. wechselte Michael Minkler 1980 zu Lion's Gate Films von Robert Altman. Dort übernahm er die Leitung und das Management der Tonmischungsabteilung. 1984 machte sich Minkler dann selbständig und arbeitete freiberuflich. 1990 half er bei der Einrichtung der Skywalker Sound's Lantana Facility. Danach ging Minkler zu Todd-AO. Dort arbeitet er bis heute.
Neben seiner Tätigkeit als Tontechniker ist Michael Minkler ein gefragter Berater. Für Euphonix half er bei der Entwicklung der digitalen Tonmischung, die heute Standard ist. Eine weitere Entwicklung, an der Minkler maßgeblich beteiligt war, ist Penteo Surround, eine Technik für die Bearbeitung von Stereo-Musik.

## Auszeichnungen
Michael Minkler wurde bislang mehrmals für Filmpreise nominiert und hat auch mehrere dieser Preise gewinnen können.

### Oscar
- 1980: Der elektrische Reiter (The Electric Horseman) – Nominierung
- 1981: Der Höllentrip (Altered States) – Nominierung
- 1982: Tron – Nominierung
- 1986: A Chorus Line  Nominierung
- 1990: Geboren am 4. Juli (Born on the Fourth of July) – Nominierung
- 1992: JFK – Tatort Dallas (JFK) – Nominierung
- 1994: Cliffhanger – Nur die Starken überleben (Cliffhanger) – Nominierung
- 2002: Black Hawk Down – Gewinn
- 2003: Chicago – Gewinn
- 2007: Dreamgirls – Gewinn
- 2010: Inglourious Basterds – Nominierung
- 2020: Once Upon a Time in Hollywood – Nominierung
- 2021: Greyhound – Schlacht im Atlantik – Nominierung

### British Academy Film Award
- 1979: Krieg der Sterne (Star Wars) – Gewinn
- 1993: JFK – Tatort Dallas (JFK) – Gewinn
- 2002: Black Hawk Down – Nominierung
- 2003: Chicago – Gewinn
- 2004: Kill Bill – Volume 1 (Kill Bill Vol. 1) – Nominierung
- 2005: Collateral – Nominierung
- 2013: Django Unchained – Nominierung
- 2021: Greyhound – Schlacht im Atlantik – Nominierung

### CAS Award der Cinema Audio Society
- 1994: Cliffhanger – Nur die Starken überleben (Cliffhanger) – Nominierung
- 1995: True Lies – Wahre Lügen (True Lies) – Nominierung
- 2002: Black Hawk Down – Nominierung
- 2003: Chicago – Nominierung
- 2006: Auszeichnung für sein Lebenswerk
- 2007: Dreamgirls – Gewinn
- 2008: Into the Wild – Nominierung
- 2009: John Adams – Freiheit für Amerika – zwei Nominierungen (für die Episoden Join or Die und Independence)

### Emmy
- 2008: John Adams – Freiheit für Amerika (Episode Join or Die) – Nominierung
- 2010: The Pacific – Nominierungen für Teil fünf, acht und neun, Gewinn für Teil zwei

### Motion Picture Sound Editors
- 1990: Golden Reel für Geboren am 4. Juli (Born on the Fourth of July)

### Satellite Awards
- 2004: Kill Bill – Volume 1 (Kill Bill Vol. 1) – Nominierung
- 2005: Collateral – Gewinn
- 2006: Dreamgirls – Gewinn
- 2020: Once Upon a Time in Hollywood – Nominierung